# Топли филм
Топли филм је документарни филм  Драгана Јовићевића који потписује и сценарио, премијерно приказан 10. марта 2024. године на Фестивалу документарног филма у Солуну.

## Радња
Филм прати двојицу младих глумаца који истражују тему репрезентације ЛГБТ+ особа у југословенском и српском филму и друштвених околности у којима су настајали као припрема за своје предстојеће ЛГБТ+ улоге.

## У филму се појављују
- Ђорђе Мишина
- Ђорђе Галић
- Желимир Жилник
- Милан Јелић
- Јован Марковић
- Срђан Драгојевић
- Младен Ђорђевић
- Милош Тимотијевић
- Горан Јевтић
- Милица Томовић
- Стеван Филиповић
- Александар Радивојевић
- Ненад Беквалац
- Саша Радојевић
- Небојша Јовановић
- Предраг Аздејковић
- Будимир Стошић
- Никола Милошевић
- Ђорђе Живадиновић Гргур
- Александар Меда Јовановић
- Александар Стоименовски
- Анђелко Берош

## Награде и фестивали
Филм је своју светску премијеру имао на Фестивалу документарног филма у Солуну, а српску премијеру на фестивалу Белдокс.